# Port lotniczy Antsirabe
Port lotniczy Antsirabe (IATA: ATJ, ICAO: FMME) – port lotniczy położony w Antsirabe, na Madagaskarze.

## Historia
Lotnisko obsługuje loty międzynarodowe i krajowe. Pas startowy jest utwardzony i ma 1200 metrów i 25 metrów szerokości. W 2015 roku podczas prac modernizacyjnych został pokryty asfaltem. W ramach wykonanych prac podłączono lotnisko do sieci energetycznej i kanalizacyjnej. Remont został wykonany w ramach partnerstwa publiczno–prywatnego pomiędzy l’Aviation civile de Madagascar a lokalnymi firmami. 